# Musée des Beaux-Arts La Cohue de Vannes
Pour les articles homonymes, voir Cohue.
Le musée des Beaux-Arts de Vannes ou musée de la Cohue créé en 1982, est un des musées de la ville de Vannes, en région Bretagne. Le bâtiment est inscrit au titre des monuments historiques depuis 1929 et le musée est labellisé « Musée de France ».

## Histoire

### Le bâtiment de la Cohue au Moyen Âge et à l'époque moderne
Depuis le Moyen Âge, la Cohue, mot d'origine bretonne (coc'hui signifiant halles) utilisé au Moyen Âge pour désigner les lieux de marché dans les villes, appartient au duc de Bretagne. Sa partie la plus ancienne remonte au XIIIe siècle et l'édifice est agrandi aux XIVe et XVIIe siècles. Situé au cœur de la ville face à la cathédrale Saint-Pierre de Vannes, le lieu a alors deux usages : 
- le rez-de-chaussée abrite le marché et de nombreuses échoppes ;
- à l'étage, siège le palais de la justice ducale, ce jusqu'en 1796 ; à partir de 1675, le parlement de Bretagne exilé à Vannes y tint séances.

La Cohue, accueille les États de Bretagne à dix reprises de 1431 à 1703. 

### La réutilisation du bâtiment à l'époque contemporaine
Devenue propriété de la ville en 1813, la Cohue est transformée en théâtre qui fut actif jusque dans les années 1950. Vétuste, le bâtiment est restauré à partir de 1970. 
Depuis 1982, la Cohue abrite le musée de la ville de Vannes : y sont exposées les collections municipales de peintures et de gravures, antérieurement exposées à l'hôtel de Limur.

## Collections
Un site Internet présente les principales œuvres du musée.

### Peintures
- Geneviève Asse : depuis 2013, à la suite d'une importante donation, un espace permanent est consacré à l’œuvre de cette artiste native de Vannes dans la salle haute du musée.
- Joseph-Félix Bouchor : Les Petites Bigoudènes.
- Béatrice Bescond, Scortea, Acrylique sur toile, 2018
- Bernard Bouin : Des pas dans la neige, 1991.
- Eugène Delacroix : Le Christ sur la croix dit aussi Le Christ entre les deux larrons, ou La Crucifixion, 1835.
- Louis Benjamin Marie Devouges : Le Général Jullien, 1825.
- Jean Frélaut :
  - La Neige, 1929 ;
  - La Procession à Belz.
- Flavien-Louis Peslin :
  - Le Mendiant ;
  - La Petite malade ;
  - Portrait d'une jeune Bretonne.
- Jeanne Rongier : Séance de portrait sous le Directoire.

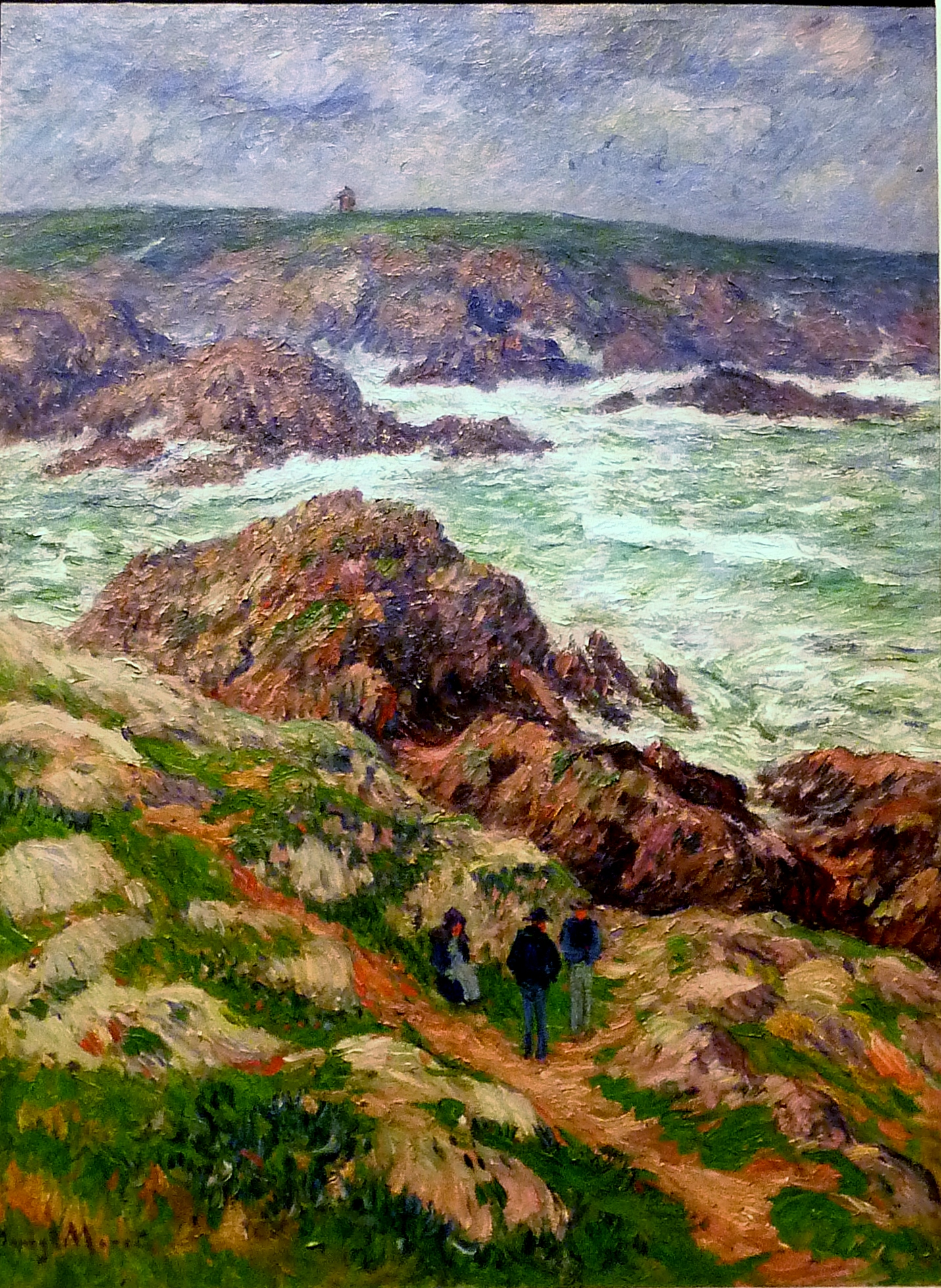
Henry Moret, Gros temps à Doëlan.
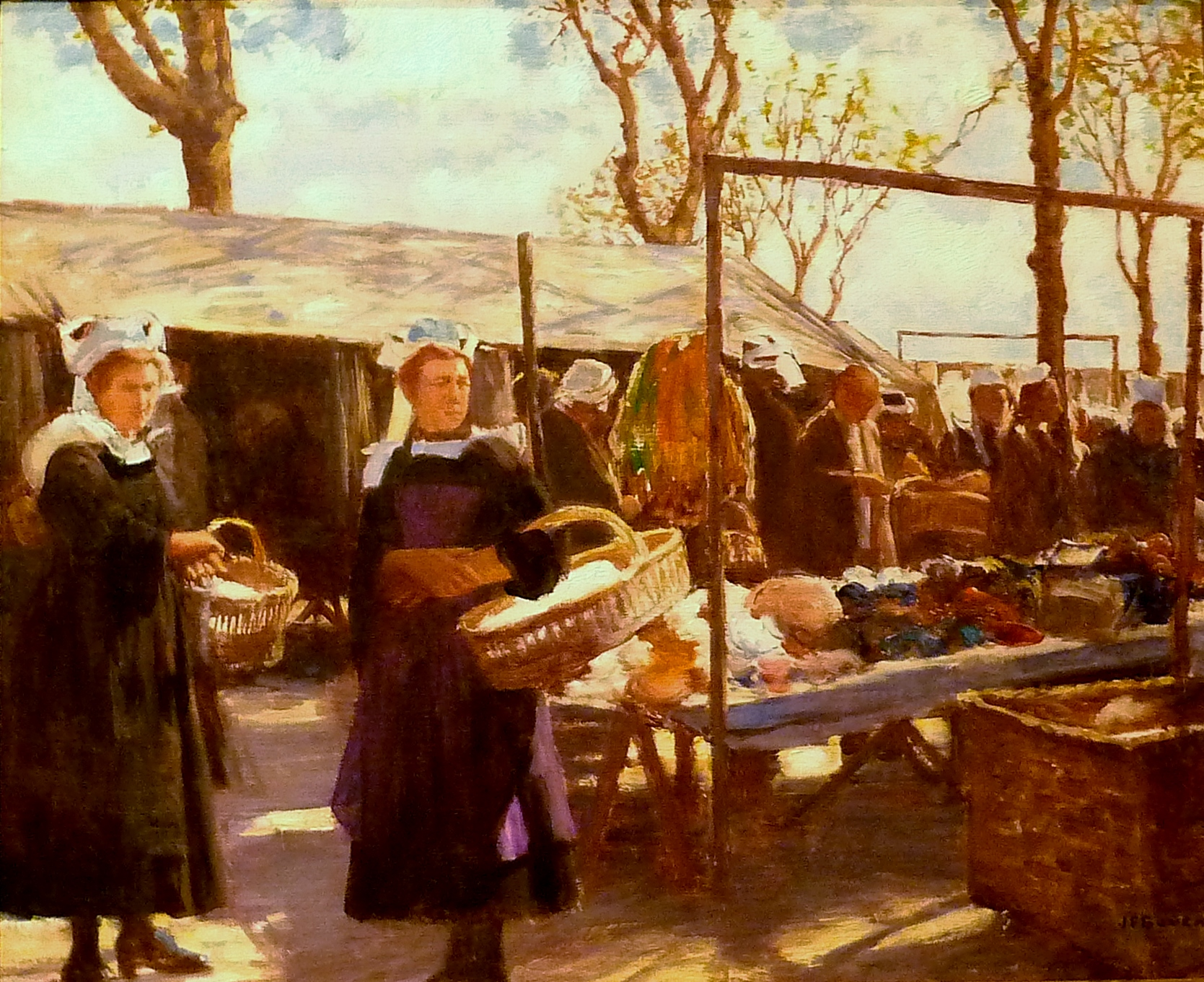
Joseph-Félix Bouchor, Marché à Concarneau.
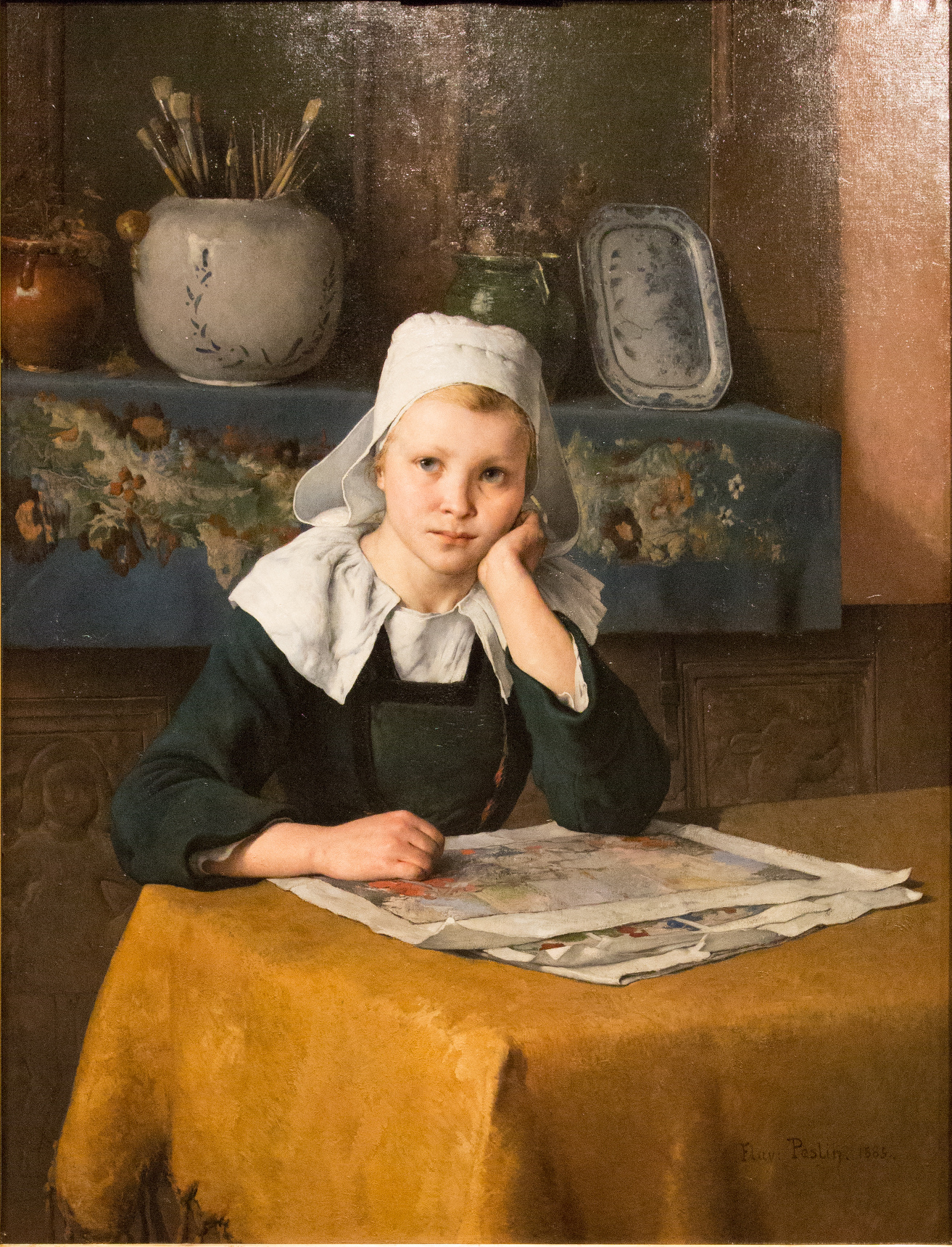
Flavien-Louis Peslin, Portrait d'une jeune Bretonne (1885).
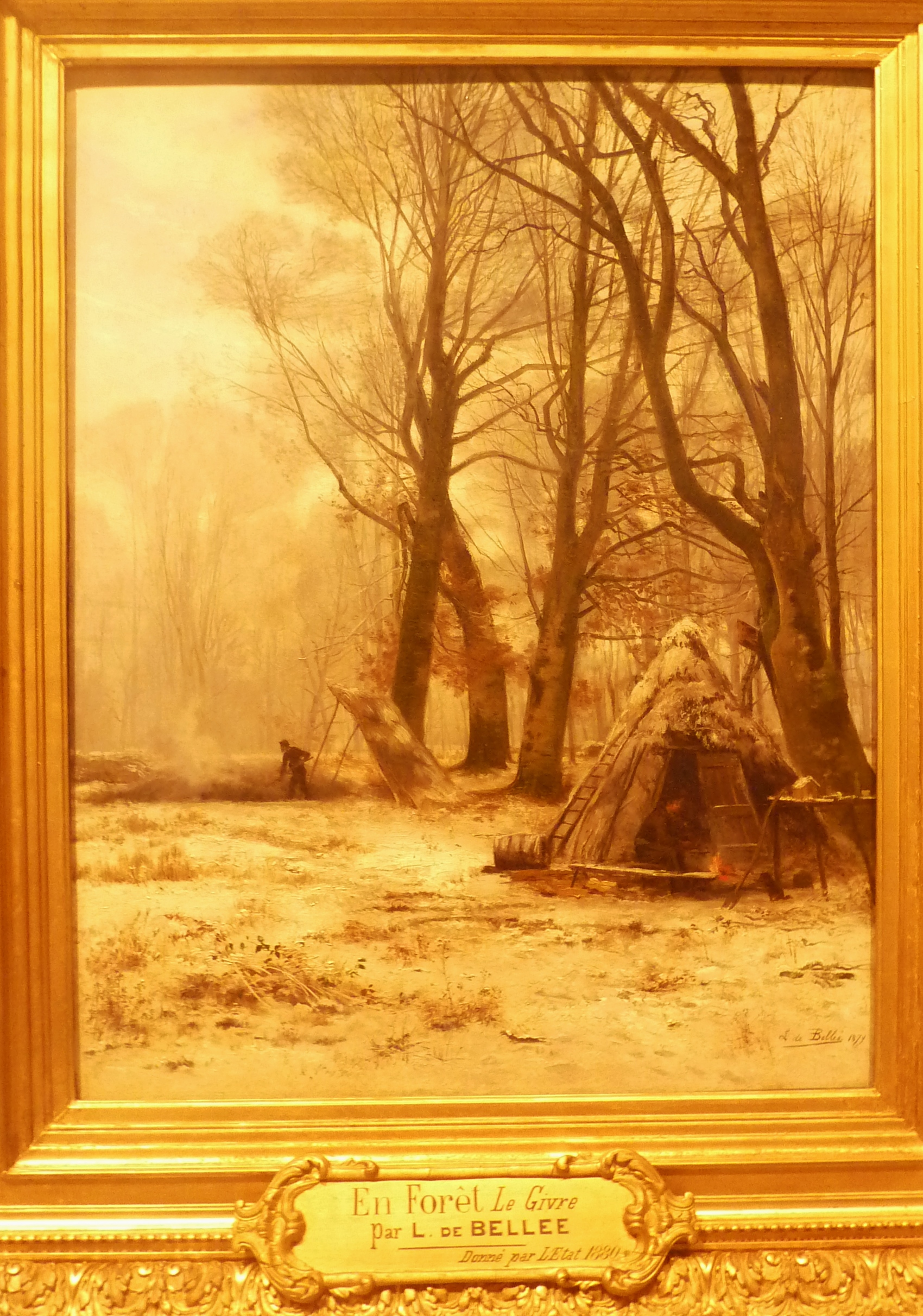
Léon Le Goaesbe de Bellée, En forêt, le givre (1879).
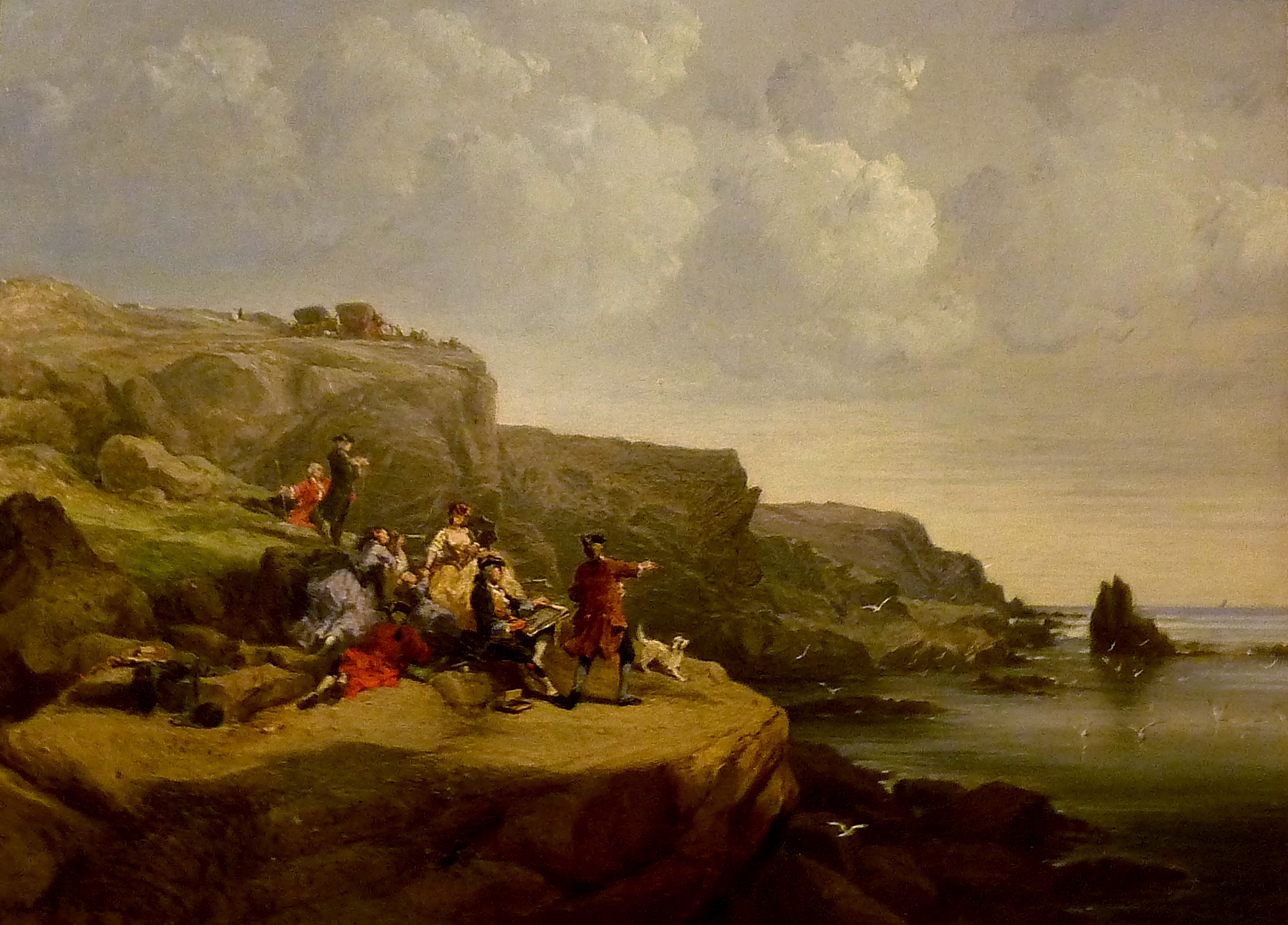
Jules Noël, Falaise de Quiberon.

### Autres
- Collection de sculptures en bois polychrome des XIVe et XVIe siècles.
- Ensemble de pièces d'orfèvrerie du XVIIIe siècle, des meubles et des objets d'art décoratif.
- Fonds d'estampes des XIXe et XXe siècles, dont 18 estampes de l'artiste breton Jean Urvoy.

## Expositions d'art contemporain
Depuis 1982, les expositions temporaires ont été l’occasion d’explorer les différentes facettes de la création plastique contemporaine. Parmi d'autres, des expositions ont montré le travail de Pierre Buraglio, Olivier Debré, Guy Le Meaux, François Morellet, Aurélie Nemours, Jean-Pierre Pincemin.

## Fréquentation
Pour des raisons techniques, il est temporairement impossible d'afficher le graphique qui aurait dû être présenté ici.